# Lorenzo Brancati di Lauria
Pour les articles homonymes, voir Brancati et Lauria (homonymie).
Lorenzo Brancati di Lauria (né le 10 avril 1612 à Lauria, en Basilicate, et mort le 30 novembre 1693 à Rome) est un cardinal et théologien italien du XVIIe siècle.

## Biographie
Lorenzo Brancati di Lauria entra au convent franciscain de Nola en 1628. Il étudia à Lecce, Rutigliano et Bari (sous le jésuite Vincenzo Colella, 1633-1634). Il entre ensuite au Collège Saint-Bonaventure de Rome, dont il devint maître, et enseigna dans différentes villes d'Italie (Aversa, Florence, Ferrare, Bologne, Rome). Consultateur et qualificateur du Saint-Office, Brancati est nommé Père gardien du monastère des Saints-Apôtres à Rome et secrétaire de son ordre avec le titre de provincial d'Irlande. Il est le conseiller du pape Alexandre VII pour la bulle pontificale sur la conception immaculée. Il est conseiller de la Congrégation de la Visite apostolique. Il composa un commentaire scotiste sur des questions sacramentelles (Commentaria in quatuor libros Sentent. Mag. Ioannis Duns Scoti, vols. I-II, Rome, 1653; vol. 3, Rome 1662 ; vol. IV, Rome 1665), dans lequel on perçoit l'influence des luttes doctrinales de l'époque (en particulier la querelle contre le jansénisme : il maintient par exemple dans l'ordre de la pure possibilité que le péché originel puisse être annulé sans l'influence de la Grâce, en tant que le péché est une privatio rectitudinis et non une privation de la Grâce). Il utilisa la théologie positive alors en cours à Louvain et Paris.
Le pape Innocent XI le crée cardinal lors du consistoire du 1er septembre 1681. Il compose ensuite des traités missionologiques, et devint membre de différentes congrégations qui l'amenèrent à participer à différents débats de son temps (laxisme, rigorisme, condamnation du quiétiste espagnol Miguel de Molinos). Il compose ainsi des Opuscula tria de Deo quoad opera praedestinationis, reprobationis et gratiae actualis (Rome, 1687). À partir de cette même année, il est bibliothécaire du Vatican.
Le cardinal Brancati participe au conclave de 1689, lors duquel le roi d'Espagne exprime un véto contre lui et Alexandre VIII est élu pape, et à celui de 1691 (élection d'Innocent XII). Il est camerlingue du Sacré Collège en 1693.